# Herbsthimmel

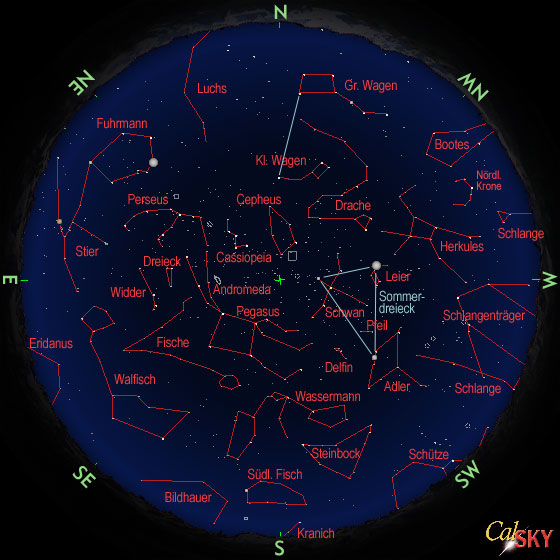
Sternenhimmel im Herbst für Mitteleuropa Ende September um 23 Uhr MESZ oder Ende Oktober um 21 Uhr MESZ

Als Herbsthimmel wird jener Teil des Sternenhimmels bezeichnet, der an klaren Herbst-Abenden zu sehen ist. Dieser Himmelsanblick hängt ab
- von der geographischen Breite des Standorts
- sowie vom Datum der Beobachtung
- und von der mittleren Ortszeit.

Vom gleichen Beobachtungsort ist einen Monat später derselbe Himmelsausschnitt um 2 Stunden früher zu sehen, mit jedem Tag um knapp 4 Minuten früher. Denn die Erde rotiert in 23h 56m 04s, während sich unser 24-Stunden-Tag auf die Stellung zur Sonne bezieht.
Meist wird eine mittlere Breite von 50° N für die Darstellung des Himmelsanblicks in Deutschland gewählt – der Schwerpunkt der BRD liegt 1,2° nördlicher – und eine geographische Länge von 9° oder 10° O (etwa bei Frankfurt bzw. Würzburg). Fast alle am Markt erhältlichen drehbaren Sternkarten sind für 50° N / 10° O berechnet, was etwa dem Mittel des deutschen Sprachraums entspricht. Für Österreich wären durchschnittlich 47,5° N / 14° O anzusetzen, für die Schweiz 47° N / 8° O.
Das Bild rechts oben zeigt den Sternenhimmel, wie er Mitte Oktober um 21 Uhr MEZ (in Sommerzeit: 22 Uhr MESZ) zu sehen ist (Mitte November um 19 Uhr MEZ, Mitte September um 23 Uhr MEZ bzw. 24 Uhr MESZ). Die zirkumpolaren Sternbilder um den nördlichen Himmelspol sind das ganze Jahr über zu sehen. Außerhalb dieses Umkreises überschneidet sich der Herbsthimmel mit dem Frühlingshimmel kaum, bietet aber einige dem Sommerhimmel bzw. dem Winterhimmel ähnliche Aspekte.

## Konstellationen und Sternbilder
Die auffälligste Konstellation abends ist das im Westen absteigende große Sommerdreieck, das aus 3 Sternen 1. Größe besteht und rings um das Sternbild des Schwan (nördliches Kreuz) verläuft. Seine Eckpunkte sind Wega in der Leier (hellster Stern des Nordhimmels), Deneb im Schwan und Atair im Adler.

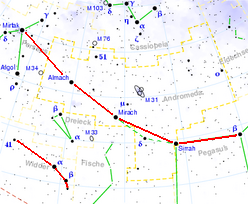
Fünfsternreihe, hoch im Osten

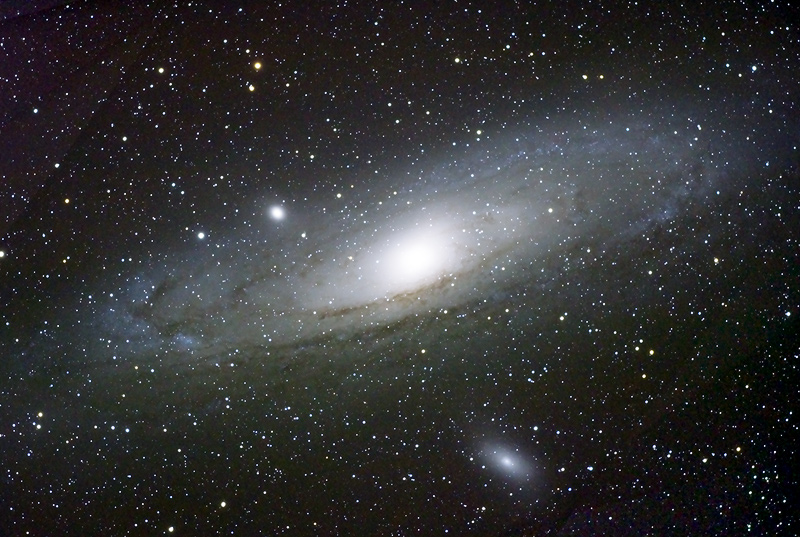
Andromedanebel (M31)

Hoch im Osten und Südosten steigen Perseus, Andromeda und Pegasus empor, die zusammen die Fünfsternreihe bilden und etwas später fast den Zenit erreichen. Im Herbst steht auch das helle W der Kassiopeia steil über uns im Nordosten. Ihr Gegenstück jedoch, den Großen Wagen, ist erst nach genauerem Blick zur Region unterhalb des Polarsterns zu sehen, nur wenig über dem Nordwest- bis Nordhorizont. Erst in den Morgenstunden steigt der Himmelswagen wieder im Nordosten empor.
Tief im Südwesten „verabschiedet“ sich für dieses Jahr das Sternbild des Schützen, von wo das schimmernde Band der Milchstraße mitten durch das helle Sommerdreieck (Adler, Schwan) hinauf zum Zenit verläuft und über Kassiopeia und Perseus weiter nach Nordosten zieht. Dort sind die Sternbilder Fuhrmann und Stier die ersten Boten des Winterhimmels. Eine zweite wichtige Linie vom Schützen zum Stier ist die schrägliegende Ekliptik, die uns im Herbst aber nur unauffällige Konstellationen bietet: von Südwesten nach links Steinbock und Wassermann, im Südosten die Fische und im Osten der kleine Widder. Durch die letztgenannten Sternbilder zog die Sonne im Frühjahr, sodass sie nun im Herbst am Nachthimmel zu sehen sind. Die sternarmen Bilder des Wassers werden noch durch den Südlichen Fisch komplettiert, dessen Hauptstern Fomalhaut einsam vom tiefen Süden herauf blinkt.

## Beliebte Beobachtungsobjekte für Feldstecher und lichtstarke Kameras
Der Herbsthimmel ist nicht nur für die freiäugige Beobachtung interessant, sondern – besonders gegen Winterbeginn – auch für das Hobby der Astrofotografie und für Besitzer lichtstarker Ferngläser. Schon für Kameras mit kleinem Teleobjektiv bieten sich die Sternbilder Perseus und Cassiopeia mit ihren hellen Nebeln an (vor allem der Doppelsternhaufen h/χ Persei), ferner der Andromedanebel und die hellen Sternhaufen der Plejaden und Hyaden (beide Stier). Später in der Nacht oder ab Dezember, wenn Zwillinge und Orion emporsteigen, gibt es mit einigen Sternhaufen (vor allem M34 bis M38) und dem großen Gasnebel M41 weitere prächtige Objekte.
Im frühen Herbst sind noch die Wolken der Milchstraße im Sternbild Schwan gut zu sehen, und für lichtstärkere Optiken noch M57 (Ringnebel in der Leier), die Kugelsternhaufen M13 und M92 im Herkules, der Hantelnebel und der zarte Sternenschleier des M11.
Mit größerer Erfahrung und ab etwa 10 Minuten CCD-Belichtungszeit kommen zahlreiche weitere Nebel vom Pegasus bis zum Stier und (spätnachts) zum Orion in Reichweite, z. B. M15 und M33 (Peg, Tri), M30 (Cap) und die Kugelhaufen M2 (Aqr) und M5 (Schlange), weiters im Osten z. B. Pferdekopfnebel, Barnards Loop, Rosettennebel, einige Objekte in den Zwillingen und das Milchstraßen-Band von dort bis zur hochstehenden Kassiopeia und nach Westen zum Schwan.
Zahlreiche Doppelsterne (siehe dort) und auch helle Veränderliche Sterne komplettieren das „Angebot“, u. a. Algol (dessen zwei Sterne sich alle 69 Stunden bedecken) und die langperiodische Mira, sowie die Meteorströme wie die Draconiden und Orioniden im Oktober und Tauriden/Leoniden im November.

## Sternschnuppenschwärme
Nach dem bekanntesten Sternschnuppenschwarm der Perseiden (Anfang bis Mitte August) und den Cygniden (bis in den September) gibt es im Herbst nur schwächere Meteorschwärme. Die wichtigsten sind:
- Die Pisciden vom 1. bis 30. September,
- die Draconiden, 6. bis 10. Oktober
- südliche Tauriden, 10. September bis 20. November,
- und nördliche Tauriden, 20. Oktober bis 10. Dezember,
- der starke Strom der Orioniden, 2. Oktober bis 7. November (Maximum um den 25. Oktober)
- die fallweise starken Leoniden, 6. bis 30. November,
- die Puppiden-Veliden, 1. bis 15. Dezember,
- und die zahlreichen Geminiden – zweitstärkster Meteorstrom des Jahres – vom 7. bis 17. Dezember.

## Planeten
Um den Besuchern dieser Seite zu ermöglichen, auch frühere Planetensichtungen zuzuordnen, werden neben dem aktuellen Jahr auch die Daten der vier vorangehenden Jahre vorgehalten.

### Planeten am Herbsthimmel 2023
- Merkur beendet um den 5. Oktober seine Morgensichtbarkeit und steht am 20. Oktober in oberer Konjunktion zur Sonne. Am 4. Dezember erreicht er zwar seine größte östliche Elongation von der Sonne mit 21°16' Winkelabstand, wegen seiner extrem südlichen Stellung am Himmel ist er im deutschsprachigen Raum trotzdem nicht freiäugig am Abendhimmel zu beobachten. Am 22. Dezember kommt Merkur in untere Konjunktion zur Sonne.
- Venus ist nach wie vor als Morgenstern sichtbar. Am 24. Oktober steht sie mit 46°25' Winkelabstand und −4,4 mag Helligkeit in größter westlicher Elongation zur Sonne. Die Venusaufgänge verspäten sich von 2:25 MEZ (3:25 Sommerzeit) am 1. Oktober auf 5:12 MEZ am 31. Dezember; ihre Helligkeit nimmt bis zum Jahresende auf −4,0 mag ab.
- Mars wandert zunächst am Taghimmel durch die Sternbilder Jungfrau und Waage und kommt am 18. November in Konjunktion mit der Sonne. Bis zum Jahresende erreicht er im Sternbild Schütze 13° westlichen Winkelabstand von der Sonne, wird damit aber noch nicht am Morgenhimmel sichtbar.
- Jupiter läuft im Oktober rückläufig durch das Sternbild Widder und kommt am 3. November in Opposition zur Sonne. Mit −2,9 mag Helligkeit dominiert er um die Oppositionszeit Nachthimmel. Bis Silvester verschieben sich seine Untergangszeiten zwar auf 3:02 MEZ, Jupiter bleibt aber den ganzen Herbst über das dominierende Gestirn am Abendhimmel.
- Saturn läuft nach seiner Opposition im August zunächst noch rückläufig und ab dem 4. November wieder rechtläufig durch den Wassermann. Seine Untergangszeit ändert sich von 3:00 MEZ (4:00 Sommerzeit) am 1. Oktober auf 21:09 MEZ am 31. Dezember; seine Helligkeit nimmt von 0,8 mag auf 1,0 mag leicht ab.
- Uranus wandert langsam rückläufig durch das Sternbild Widder und erreicht am 13. November seine Opposition zur Sonne. Mit 5,6 mag ist Uranus im Feldstecher leicht zu finden.
- Neptun läuft nach seiner Opposition im September rückläufig von den Fischen in den Wassermann, wo er am 7. Dezember seine Bewegungsrichtung umkehrt und am 11. Dezember wieder in die Fische eintritt. Seine Helligkeit geht von 7,8 mag auf 7,9 mag zurück und seine Untergangszeit verfrüht sich bis zum Jahresende auf 23:12 MEZ.[1]

### Planeten am Herbsthimmel 2022
- Merkur erreicht vom 3. bis 17. Oktober eine gute Morgensichtbarkeit mit 17–18° Sonnenabstand: 1 Stunde vor Sonnenaufgang steht er 8° hoch im Osten und wird täglich heller, bis er nach der Monatsmitte im Morgendunst verschwindet.
- Venus steht jenseits der Sonne (Konjunktion am 22. Oktober) und taucht erst im Dezember am Abendhimmel auf.
- Mars im Stier beginnt seine Oppositionsschleife und steigt am späten Abend hellrot im Osten empor.
- Jupiter in Wassermann und Fischen hat im Oktober Opposition zur Sonne und dominiert nun mit −2 mag Helligkeit den abendlichen Südhimmel. Im November verschieben sich seine Untergänge von etwa 3:30 auf 1:30 MEZ.
  - Häufig gibt es Durchgänge bzw. Schattenwürfe der vier großen Jupitermonde sowie deren Verfinsterung durch den Planetenschatten. Näheres siehe Himmelsjahr bzw. Astronomischer Almanach für Österreich.
- Saturn hatte im September Opposition. Er leuchtet rund 40° rechts von Jupiter, aber mit 0,6 mag deutlich schwächer.
  - Der größte Saturnmond Titan (8,6 mag) erreicht am 3. und 19. Oktober seine westlichen Elongationen, am 11. und 27. Oktober die östlichen. Die drei nächstgrößeren Monde haben 10 bis 10,7 mag. Wegen der Schräge des Saturnsystems, auf dessen Nordseite wir bis 2024 schauen, können sie einige Bogenminuten ober- oder unterhalb des Planeten stehen.
- Uranus wandert langsam durch den Widder und erreicht am 9. November seine Opposition. Mitte Oktober kulminiert er gegen 22:30 MESZ. Mit 6,0 mag ist der erst 1781 entdeckte Planet leicht im Feldstecher zu finden, z. B. am 12. Oktober, wo der Mond um 9h 1° nördlich vorbeizieht. Im Teleskop ist das 3,7″ große Scheibchen blassgrün, während Neptun (2,5″) bläulich ist.
- Neptun im Wassermann ist einen Monat nach der Opposition noch 8,6 mag hell und kulminiert Mitte Oktober gegen 23 Uhr.
- Vesta (Kleinplanet Nr. 4) mit derzeit 7 mag beendet im Steinbock ihre Oppositionsschleife, 6° südlich von Deneb Algedi, und erreicht Ende Oktober den Wassermann. Juno (Nr. 3, 8,5 mag) steht etwas weiter links im Wassermann.

### Planeten am Herbsthimmel 2021
- Merkur ist zu Herbstbeginn unsichtbar, taucht aber Mitte Oktober gut sichtbar am Morgenhimmel auf. Am 25. Oktober erreicht er 18° Elongation und ist wegen der steil stehenden Ekliptik schon eine Woche vor- und nachher gut sichtbar. Am Abendhimmel kann er erst Ende Dezember beobachtet werden.
- Venus ist Abendstern, steht aber wegen der flach untergehenden Ekliptik (ungünstige Abendsichtbarkeit) nur wenig über dem Südwest-Horizont. Wie schon im Sommer geht sie daher bereits 70 Minuten nach der Sonne unter. Erst im November – bei 40 bis 45° Elongation – werden es 2 Stunden. Enge Konjunktionen mit der Mondsichel gibt es am 8. November und 7. Dezember.
- Mars steht weit jenseits der Sonne und kann erst ab Mitte Dezember am Morgenhimmel mit einiger Mühe gefunden werden.
- Jupiter zwischen Steinbock und Wassermann hatte im August Opposition zur Sonne und dominiert nun der abendlichen Südhimmel. Im November verschieben sich seine Untergänge von knapp nach Mitternacht auf etwa 22–23 Uhr.
  - Häufig gibt es Durchgänge bzw. Schattenwürfe der vier großen Jupitermonde sowie deren Verfinsterung durch den Planetenschatten. Näheres siehe Himmelsjahr bzw. Astronomischer Almanach für Österreich.
- Auch Saturn hatte im August Opposition und steht nun im Steinbock, wobei ihn Jupiter seit der Großen Konjunktion (Dez. 2020) schon um 15–20° überholt hat. Mitte November geht er in Mitteleuropa – je nach geografischer Länge des Standorts – zwischen 22 und 23 Uhr MEZ unter.
  - Saturns größter Mond Titan (8. Größe) steht am 2. und 18. November in westlicher Elongation, am 10. und 26. am weitesten östlich. Im Dezember sind es die Tage 4. und 20., bzw. 12. und 28. Dezember.
- Uranus im Widder und Neptun im Wassermann sind teleskopisch in der ersten Nachthälfte zu beobachten. Die Scheibchen der zwei Eisriesen messen 3,6" bzw. 2,5" und sind schon in kleinen Fernrohren von Sternen zu unterscheiden, wenn die Luftunruhe nicht zu groß ist. Mitte November kulminiert Uranus gegen 23h, Neptun gegen 20h.[2]

### Planeten am Herbsthimmel 2020
- Merkur bleibt dem freien Auge bis Oktober unsichtbar. Im November hat er die günstigste Morgensichtbarkeit des Jahres und ist am besten um den 10. November im Ostsüdosten zu sehen.
- Venus ist seit Juli Morgenstern und erreicht zu Herbstbeginn ihre größte Helligkeit. Sie steht am Beginn der Morgendämmerung hoch im Ostsüdosten. Schöne Konjunktionen mit der Mondsichel sind am 14. Oktober und 13. November.
- Mars ist nun die ganze Nacht als hellstes Gestirn zu sehen, mit −2,5 mag sogar etwas heller als Jupiter. Am 6. Oktober erreicht er die Erdnähe, am 14. Oktober die günstige Opposition und strahlt hellrot aus den sonst unscheinbaren Fischen. Mit 62 Mill. km ist er zwar 7 % weiter entfernt als 2018, steht aber viel höher. Auf dem 23"-Scheibchen zeigt ein Teleskop schon bei 100x einige dunkle Gebiete und die Nordpolkappe. Mitte November geht er gegen 3:40 unter, Mitte Dezember um etwa 2:10 MEZ.
- Jupiter im Schützen dominiert bis November den frühen Abendhimmel, zusammen mit dem weiter links stehenden Saturn. Mitte Oktober gehen beide in Wien gegen 22 Uhr unter, in Hamburg eine halbe Stunde später. Am 21. Dezember "überholt" Jupiter seinen fernen Kollegen in nur 0,1° Abstand. Diese Große Konjunktion gibt es nur alle 20 Jahre, diesmal in der Abenddämmerung. Bald darauf verschwinden beide Riesenplaneten im Strahlenkranz der Sonne (und tauchen nach zwei Monaten am Morgenhimmel auf). Durchgänge bzw. Schattenwürfe der vier großen Jupitermonde gibt es wegen der Bahngeometrie nur mehr wenige.
- Saturn im Schützen folgt Jupiter mit knapp 10° Abstand, der sich bis 22. Dezember auf 0,1° verringert (siehe oben). Der Mond zieht an den Planeten am 22. Oktober, 19. November und 17. Dezember vorbei.
- Uranus im Widder (Opposition am 3. Oktober) und Neptun im Wassermann sind teleskopisch ab der späten Dämmerung zu beobachten. Die Scheibchen der zwei Eisriesen messen 3,6" bzw. 2,5" und sind schon in kleinen Fernrohren von Sternen zu unterscheiden, wenn die Luftunruhe nicht zu groß ist. Mitte November kulminieren die beiden gegen 22:40 bzw. 19:30 Uhr.

### Planeten am Herbsthimmel 2019
- Merkur steht am Abendhimmel, ist aber trotz bis zu 24° Elongation (15.–25. Oktober) freiäugig unbeobachtbar. Mit dem Merkurdurchgang am 11. November – für den viele Sternwarten Führungen anbieten – wechselt der Planet auf die Westseite der Sonne und wird ab 18. November am Morgenhimmel sichtbar.
- Venus stand am 14.8. hinter der Sonne und erreicht Ende Oktober 20° Sonnenabstand, sodass sie als strahlender Abendstern sichtbar wird. Anfang Dezember geht sie bereits 1 3/4 Stunden nach der Sonne unter, in Wien um 17:50 Uhr.
- Mars steht am Morgenhimmel in 20–30° Sonnenabstand, ist aber mit 2 mag kaum zu entdecken.
- Jupiter im Schlangenträger dominiert bis Oktober den frühen Abendhimmel, zusammen mit dem 25° weiter links stehenden Saturn. Anfang November geht er in Wien schon um 18:50 unter, in Frankfurt um 19:12 Uhr. Im Dezember verschwindet der Riesenplanet allmählich in der Abenddämmerung (und taucht nach zwei Monaten am Morgenhimmel auf).
  - Durchgänge bzw. Schattenwürfe der vier großen Jupitermonde gibt es wegen der Bahngeometrie nur noch wenige, die letzten am 15. Oktober bzw. am 24. und 31. Oktober.
- Saturn im Schützen folgt Jupiters Bahn etwa anderthalb Stunden später. Mitte November geht er um etwa 19:45 unter.
  - Am 5. Oktober und 2. November zieht der Mond knapp südlich an ihm vorbei. Die nächste Konjunktion ist bereits in der Abenddämmerung und daher unauffällig.
  - Saturns größter Mond Titan (7. Größe) steht am 6. und 22. Oktober bzw. am 7. und 23. November in östlicher Elongation, am weitesten westlich hingegen am 14. und 30. Oktober bzw. am 15. November und 1. Dezember.

Ab 20 Uhr sind die zwei äußersten Planeten – mangels ihrer helleren Verwandten – die "Stars der Nacht":
- Uranus im Widder und Neptun im Wassermann sind teleskopisch ab der späten Dämmerung zu beobachten. Die Scheibchen der zwei Eisriesen messen 3,6" bzw. 2,5" und sind schon in kleinen Fernrohren von Sternen zu unterscheiden, wenn die Luftunruhe nicht zu groß ist. Mitte November kulminieren die beiden um 22:30 bzw. 19:30 Uhr.
  - Uranus kam am 28. Oktober in Opposition zur Sonne, Neptun schon Mitte September.

## Aktuelles von der Sonne
Unser Tagesgestirn gilt zwar seit Kopernikus nicht mehr als Planet („umherstreifend“), doch sei ihr hier für 2014–2017 ein kurzer Absatz gewidmet. Die Sonnenaktivität sollte laut ursprünglichen Voraussagen schon seit 2012/13 abklingen, tat es aber kaum. Sie zeigte 2014 zeitweilig immer noch bis zu 70 Sonnenflecken in jeweils 4–9 Fleckengruppen. Am 13. Dezember 2014 gab es eine Sonnenflecken-Relativzahl von fast 140.
Erst seit Mitte 2015 nahm die Aktivität ab, erreichte aber 2016 noch öfters Relativzahlen von 100. Nach einem Ausreißer am 5. September liegen seit Oktober 2017 die Maximalwerte für ein gutes Amateurteleskop bei nur etwa 40, auch ist die Sonne immer häufiger fleckenfrei. Völlig unerwartet entstand jedoch Anfang September eine riesige Fleckengruppe mit über 100 Einzelflecken:

### September 2017: Stärkstes Röntgenflare seit 12 Jahren
Trotz des nahenden Minimums (2019?) bildete sich vom 2. bis 5.  September aus einer relativ kleinen Fleckengruppe eine riesige vom Typ F, wodurch die Relativzahl auf R=160 hinaufschoss und starke Sonneneruptionen auftraten. Ein Röntgenflare X9.3 war das stärkste im laufenden Zyklus 24, was es vermutlich nicht vor 10 Jahren wieder geben wird.
Doch schon am 11. September war das Aktivitätsniveau wieder auf R=11 (kleiner Einzelfleck) abgesunken. Seit Dezember sind etwa die Hälfte der Tage gänzlich fleckenfrei.

## Mondphasen 2018
Im Herbst 2018 treten die Syzygien zu folgenden Terminen (MEZ) ein:
- Neumond ........... 9. Oktober 5 Uhr, 7. November 17h, 7. Dezember 8h
- Erstes Viertel ..... 16. Oktober 19h, 15. November 16h, 15. Dezember 13h
- Vollmond ........... 15. September 14h, 14. Oktober 18h, 23. November 7h, 22. Dezember 19h
- Letztes Viertel .... 2. Oktober 11h, 31. Oktober 18h und 30. November 1h.

### Konjunktion mit hellen Sternen
Je nach Lage der Bahnknoten kann der Mond nahe an drei ekliptiknahen Sternen 1. Größe (Aldebaran, Regulus und Antares) vorbeigehen.
- an Aldebaran (Alfa im Stier) am 30. September um 10h und am 27. Oktober um 12h; die anderen Passagen sind am Tag.

Gut beobachtbare Konjunktionen von Planeten am Morgenhimmel:
- Merkur am 5. Oktober an Spica (Alfa Virginis), 2° nördlich
- Merkur am 9. November und 21. Dezember an Antares (Alfa im Skorpion), 2° bzw. 6° nördlich
- Jupiter am 20. Dezember an Antares, 5° nördlich.

### Sternbedeckungen durch den Mond
Von den monatlich etwa 50 Bedeckungen von Sternen 1. bis 8. Größe werden in astronomischen Jahrbüchern (z. B. Himmelsjahr für Deutschland oder Astronomischer Almanach für Österreich und in der Monatsschrift Sterne und Weltraum) die helleren vorausberechnet. Sie sind – jedenfalls am dunklen Mondrand – mit freiem Auge leicht zu beobachten. Durch die Mondbewegung von etwa 1 km/s verschwindet der Stern schlagartig. Bis in die 1990er-Jahre wurden solche Messungen zur Bestimmung von Mondradius und Mondrandprofil verwendet. Bei streifenden Sternbedeckungen können bis heute auch Amateurastronomen zur genauen Vermessung der Mondberge und -täler beitragen.

## Jahreszeiten
- Frühlingshimmel, Sommerhimmel, Herbsthimmel, Winterhimmel
- Himmelsbeobachtung